# وای‌مکس
وایمکس (به انگلیسی: WiMAX) یا هم‌کُنش‌پذیری جهانی برای دسترسی ریزموج (به انگلیسی: WorldWide Interoperability for Microwave Access)، پروتکل ارتباطی برای دسترسی پهن‌باند بی‌سیم بر پایه استاندارد IEEE ۸۰۲٫۱۶ است. وای‌مکس امکان دسترسی به اینترنت را به هردو صورت ثابت و کاملاً سیار در یک ناحیهٔ گسترده فراهم می‌آورد (۲۰۱۰). آخرین بازبینی وای‌مکس امکان دسترسی با نرخ انتقال داده ۸۰ مگابیت بر ثانیه را عرضه می‌کند. با استاندارد IEEE ۸۰۲٫۱۶ انتظار می‌رود که سرعت انتقال تا یک گیگابیت بر ثانیه افزایش یابد. نام وای‌مکس توسط انجمن وای‌مکس انتخاب شد که در سال ۲۰۰۱ برای ارتقای همنوایی و همکنش‌پذیری این استاندارد تأسیس شد. این انجمن وای‌مکس را به عنوان یک فناوری برپایه استاندارد تعریف می‌کند که امکان دسترسی بی‌سیم پهن‌باند را به عنوان جایگزینی برای کابل و خطوط DSL ارائه می‌دهد.

## واژه‌شناسی
منظور از واژه وایمکس پیاده سازیهای همکنش پذیر استاندارد آی‌تریپل‌ئی ۸۰۲٫۱۶ برای شبکه‌های بی‌سیم است (که به تصویب انجمن وایمکس رسیده‌است) و از این نظر به وای-فای شباهت دارد که شامل پیاده سازیهای همکنش پذیر استاندارد آی‌تریپل‌ئی ۸۰۲٫۱۱ می‌شود.
انجمن وایمکس گواهینامه‌هایی صادر می‌کند که به موجب آن فروشندگان می‌توانند محصولات خود را با گواهی وایمکس به فروش برسانند. بدین ترتیب محصولات فروشندگان مختلفی که گواهی وایمکس می‌گیرند اگر در یک پروفایل باشند می‌توانند با یکدیگر کارکنند و سطحی از همکنش‌پذیری پدید می‌آید.
استاندارد IEEE 802.16 پایه وایمکس است اگرچه گاهی به صورت محاوره‌ای از این استاندارد هم به عنوان وایمکس یاد می‌شود. از استاندارد IEEE 802.16d به نام وایمکس ثابت و از استاندارد IEEE 802.16e به نام وایمکس سیار یاد می‌شود.

## ویژگی‌ها
برخی از مهم‌ترین ویژگی‌های فناوری وایمکس به شرح زیر است:
نرخ انتقال داده بالابا استفاده از آنتن‌های مایمو (Multiple Input Multiple Output) به همراه زیر-کانال‌سازی انعطاف‌پذیر و کدگذاری و مدولاسیون پیشرفته، فناوری وایمکس را قادر می‌سازد تا به سرعت بارگیری تا ۶۳ مگابیت بر ثانیه و بارگذاری تا ۲۵ مگابیت برثانیه دست یابد.
کیفیت سرویس (QoS)یکی از اصول معماری MAC در استاندارد IEEE 802.16 کیفیت سرویس است. این استاندارد جریانهای سرویسی را تعریف می‌کند که می‌تواند به نقاط کد(DSCP) در سرویسهای متمایز (DiffServ) یا برچسب‌های جریان در MPLS نگاشته شوند.
امنیتویژگی‌های امنیتی وایمکس بر پایه پروتکل احراز هویت گسترش پذیر (EAP) و استاندارد رمزنگاری پیشرفته (AES) و پیامهای کنترلی CMAC و کد اصالت‌سنجی پیام برپایه درهم‌سازی بنا شده‌اند.
پوشش وسیعبرجسته‌ترین ویژگی وایمکس پوشش گسترده آن نسبت به وای-فای است. در حال حاضر از لحاظ نظری وایمکس می‌تواند محدوده‌ای به شعاع ۳۰ مایل(۵۰ کیلومتر) را پوشش دهد که اگرچه در عمل این مقدار به ۱۰ کیلومتر می‌رسد، نسبت به فناوریهای پیشین خود (مانند وای-فای) جهشی نسبتاً بزرگ است.
سیار بودندیگر ویژگی مهم وایمکس امکان اتصال در حین حرکت برای ایستگاه‌های سیار است.
ایستگاه‌های واسطهامواج رادیویی وایمکس از ایستگاه‌های پایه به سوی مشترکین ارسال می‌شوند. در این ایستگاه‌ها سخت‌افزارهایی برای ارائهٔ وایمکس در یک ناحیه محدود نصب شده‌اند. از آنجا که هر ایستگاه پایه ناحیه محدودی را پوشش می‌دهد با اتصال این ایستگاه‌ها به یکدیگر می‌توان ناحیه تحت پوشش را گسترش داد.
دسترسیاتصال به ایستگاه‌های پایه وایمکس به سادگی صورت می‌پذیرد و نیاز به دانش فنی ندارد.
مقیاس پذیری(Scalability)فناوری وایمکس به گونه‌ای طراحی شده‌است که در محدوده کانال‌های۲۰MHz تا ۱٫۲۵ قادر به کار کردن است. از نتایج این امر راحتی پیاده‌سازی شبکه با ایجاد تغییرات جزئی در قسمت Air Interfaceمی‌باشد و بسته به مدل مصرف بر اساس نوع سرویس و طیف فرکانسی آزاد، وایمکس قابل پیاده‌سازی در فرکانس‌های متفاوتی می‌باشد. این خصوصیت همچنین باعث می‌شود که محدوده کشورها بر اساس نیازمندیهای منطقه‌ای مختلفشان برای مثال نیاز به دسترسی به اینترنت در شهر و با دسترسی پرظرفیت باند وسیع متحرک در متروها و حومه شهر قادر، به استفاده مؤثر و چند منظوره‌ای از این فناوری باشند.

## کاربردهای عملی وایمکس
پوشش وسیع و پهنای باند بالای وایمکس آن را برای کاربردهای زیر مناسب می‌سازد:
- امکان اتصال پهن باند بی‌سیم در میان شهرها و کشورها از طریق طیف متنوعی از دستگاه‌ها
- ارائه جایگزینی برای دسترسی پهن باند دی اس ال و کابلی
- ارائه منبعی برای دسترسی به اینترنت برای بکارگیری در برنامه‌ریزی پیوستگی کسب و کار
- ارائه سرویسهای داده، مخابراتی(VOIP) و تلویزیون اینترنتی

### پهن باند(Broadband)
شرکتهای متعددی در حال به‌کارگیری وایمکس برای ارائه اتصال پهن باند به هر دو صورت سیار و خانگی در سراسر نقاط شهرها و کشورهای مختلف هستند. در بسیاری از موارد این موضوع سبب بروز رقابت در بازارهایی که پیش از این تنها از فناوریهای دی اس ال و مشابه آن استفاده می‌کردند شده‌است.
علاوه بر این هزینه نسبتاً پایین پیاده‌سازی یک شبکه وایمکس (در مقایسه با جی‌اس‌ام، فیبرنوری و دی اس ال) امکان دسترسی پهن باند را در مناطقی که از لحاظ اقتصادی امکانپذیر نبوده‌اند را فراهم می‌سازد.

### بک هال(Backhaul)
وایمکس می‌تواند جایگزینی برای فناوریهای تلفن همراه مانند جی اس ام(GSM) و سی دی ام ای(CDMA) باشد. وایمکس ثابت نیز به عنوان فناوری بک هال بی‌سیم برای شبکه‌های 3G, 2G و 4G در کشورهای توسعه یافته و در حال توسعه محسوب می‌گردد.
با استفاده از وایمکس می‌توان اتصالهای نقطه به نقطه به طول ۳۰ مایل(۵۰ کیلومتر) و با نرخ انتقال داده‌ای که می‌تواند از چندین خط E1 و T1 پشتیبانی کند ایجاد کرد و بدین ترتیب از این فناوری برای اتصال ایستگاه‌های پایه به مراکز سوییچینگ استفاده نمود. ترافیک شبکه‌های تلفن همراه (سلولی) ترکیبی از صدا و داده‌است که ویژگی QoS ذاتی وایمکس برای این کاربرد بسیار مناسب است.

### سرویس سه‌گانه(Triple-Play)
وایمکس با پشتیبانی از فناوریهایی چون کیفیت سرویس (QoS) و چندپخشی امکان ارائه سرویسهای سه‌گانه را فراهم می‌کند. از این رو اپراتور وایمکس می‌تواند علاوه بر دسترسی پهن باند سریع به اینترنت، سرویسهای VOIP و IPTV را نیز به مشتریان عرضه کند.

### شبکه‌های بانکی
بانکهای بزرگ می‌توانند برای اتصال شعبه‌ها و دستگاه‌های خودپرداز به یکدیگر از شبکه‌های خصوصی وایمکس استفاده کنند. این بانک‌ها معمولاً در نواحی وسیعی گسترده شده‌اند و نیاز به امنیت و پهنای باند بالا دارند که ویژگی‌های ذاتی وایمکس این نیاز را برطرف می‌سازد.
علاوه بر این‌ها وایمکس می‌تواند در بسیاری از شبکه‌های خصوصی و عمومی دیگر مانند محوطه دانشگاه‌ها، محیط‌های آموزشی، شبکه‌های ایمنی عمومی (مانند آتش‌نشانی و پلیس) نیز به کاررود.

### بهینه‌سازی هزینه‌ها
از دیدگاه سرمایه‌گذاری، توان عملیاتی(throughput) بالا و استفاده بهینه از طیف فرکانسی به اپراتور این امکان را می‌دهد که ترافیک بیشتری را منتقل کرده و تعداد ایستگاه پایه کمتری برای حجم داده مشخص مورد نیاز باشد. تعداد BSهای کمتر، هزینه‌های سرمایه ای شبکه را کاهش می‌دهد و هزینه نگهداری تجهیزات شبکه نیز پایین می‌آید که باعث پایین آمدن هزینه‌های عملیاتی نیز می‌گردد. همچنین به جهت ارزان‌تر بودن حق لیسانس برای فضای فرکانسی در مقایسه با سایر فناوری‌ها مانند UMTS نسل ۳ هزینه سرمایه‌ای نسبت به این فناوری‌ها پایین می‌آید که به دنبال آن نرخ تعرفه سرویس‌ها نیز کاهش می‌یابد.

## اتصال به وایمکس

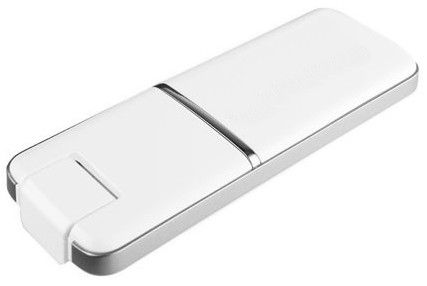
یک مودم یو اس بی وایمکس برای اینترنت سیار

دستگاه‌های متعددی در بازار وجود دارند که امکان اتصال به شبکه وایمکس را فراهم می‌کنند. به این دستگاه‌ها «تجهیزات سوی مشتری» (CPE) یا «واحد اشتراکی» (Subscriber Unit) می‌گویند.
تمرکز بر روی واحدهای سیار در حال افزایش است. از جمله این واحدهای سیار تلفن‌های همراه هوشمند، دانگل‌های یو اس بی، و دستگاه‌های تعبیه شده در لپ‌تاپ‌ها هستند که امکان اتصال به اینترنت سیار را عرضه می‌کنند. برای تحقق همکنش‌پذیری جهانی، انجمن وایمکس با اعطای گواهینامه‌هایی دستگاه‌ها را تأیید می‌کند. لیستی از دستگاه‌های تأیید شده وایمکس در وبگاه انجمن وایمکس موجود است.

### دروازه‌های وایمکس
دروازه‌های وایمکس به دو صورت بیرونی و خانگی ساخته می‌شوند. بیشتر دستگاه‌هایی که توسط شرکت‌های مختلف مانند Zyxel و Motorolla تولید می‌شوند از نوع خانگی بوده و به راحتی توسط مشتریان نصب می‌شود و معمولاً دارای ویژگی‌های زیر می‌باشند:
- یک نقطه دسترسی وای فای تعبیه شده که از طریق آن دستگاه‌های مختلف بتوانند به وایمکس متصل شوند
- پورت‌های اترنت RJ45 برای اتصال مستقیم با کابل شبکه به رایانه
- پورتهای تلفن RJ11 برای اتصال به شبکه تلفن و بهره‌گیری از امکانات VoIP

اگرچه استفاده و نصب دستگاه‌های خانگی آسان است اما به دلیل تضعیف امواج رادیویی نیاز دارند که به میزان قابل توجهی از دستگاه‌های بیرونی به ایستگاه پایه نزدیکتر باشند.
اندازه دستگاه‌های بیرونی تقریباً برابر با اندازه یک لپ‌تاپ است و نصب آن‌ها شبیه به نصب دیشهای ماهواره می‌باشد.

### مودم‌های یو اس بی قابل حمل
مودم‌های یو اس بی(مودم دانگل) فراوانی در بازار موجود است که امکان اتصال به شبکه وایمکس را فراهم می‌کنند. معمولاً این مودم‌ها آنتن‌های چند سویه‌ای هستند که دریافت ضعیفتری نسبت به سایر دستگاه‌ها دارند و در نقاطی که پوشش مناسبی داشته باشند قابل استفاده‌اند.

### تلفن‌های همراه وایمکس
شرکت اچ‌تی‌سی اولین تلفن همراه وایمکس را به نام «Max 4G» در ۱۲ نوامبر ۲۰۰۸ روانه بازار کرد. این تلفن تنها در بازارهای محدودی در روسیه عرضه می‌شد.
اچ تی سی دومین تلفن همراه با قابلیت وایمکس را به نام «Evo 4G» در کنفرانس CTIA در لاس وگاس در ۲۳ مارس ۲۰۱۰ ایجاد نمود که از تاریخ ۴ ژوئن ۲۰۱۰ در دسترس عموم قرار گرفت. این گوشی از قابلیت اتصال 3G و وایمکس 4G را به همراه امکان ارتباط داده‌ای و صوتی هم‌زمان برخوردار است.

## اطلاعات فنی

### وایمکس و استاندارد IEEE 802.16e
نسخه فعلی وایمکس بر پایه استاندارد IEEE802.16e-2005 است که در دسامبر ۲۰۰۵ تصویب شد و خود در واقع متمم استاندارد IEEE802.16e-2004 است؛ بنابراین استاندارد واقعی استاندارد 802.16e-۲۰۰۴ است که توسط 802.16e-۲۰۰۵ اصلاح گردیده‌است. از این رو مشخصات هردوی این استانداردها باید با هم در نظر گرفته شوند.
استاندارد IEEE802.16e-2005 با اصلاحیات زیر IEEE802.16e-2004 را بهبود داده‌است:
- افزودن پشتیبانی از سیار بودن. این یکی از مهم‌ترین جنبه‌های IEEE802.16e-2005 است و زیر بنای وایمکس سیار است
- مقیاس کردن تبدیل سریع فوریه (FFT) با پهنای باند کانال برای ثابت نگه داشتن فاصله بندی حامل در میان پهنای باندهای متفاوت کانال‌ها. ثابت نگه داشتن فاصله بندی حامل سبب افزایش کارایی طیف فرکانسی در کانال‌های پهن و کاهش هزینه در کانال‌های باریک می‌شود. به این شیوه «روش OFDMA مقیاس پذیر» نیز می‌گویند
- طرحهای گوناگونی آنتن (Antenna Diversity Schemes) پیشرفته و درخواست تکرار اتوماتیک مرکب (HARQ)
- سیستم آنتن سازگارپذیر (Adaptive Antenna System) و فناوری مایمو (MIMO)
- زیرکانالسازی چگالتر و از این راه بهبود نفوذ در فضای بسته
- معرفی کدگذاری توربو (Turbo coding) و بررسی توازن کم-چگال (Low-Density Parity Check)
- الگوریتم تبدیل سریع فوریه
- افزودن یک کلاس QoS برای کاربردهای VoIP

از آنجا که SOFDMA به کاررفته در IEEE802.16e-2005 با OFDM256 (در IEEE 802.16d) سازگار نیستند، در صورتی‌که اپراتور به استاندارد جدیدتر ارتقا یابد باید تجهیزات را تعویض نماید. (مثلاً در مورد ارتقا از وایمکس ثابت به وایمکس سیار).

### لایه فیزیکی
نسخه اولیه استانداردی که وایمکس برآن بنا شد، آی‌تریپل‌ئی ۸۰۲٫۱۶ بود که لایه فیزیکی آن در دامنه ۱۰ تا ۶۶ گیگاهرتز عمل می‌کرد. IEEE802.16a در سال ۲۰۰۴ با افزودن مشخصاتی برای محدوده ۲ تا ۱۱ گیگاهرتز به نام IEEE802.16-2004 به روز رسانی شد. IEEE802.16-2004 نیز به نوبه خود در سال ۲۰۰۵ به IEEE802.16e-2005 به روزرسانی شد که در آن به جای استفاده از OFDM با ۲۵۶ حامل (که از ۲۰۰ تای آن‌ها استفاده می‌شد) از SOFDMA مقیاس پذیر استفاده شد. نسخه‌های پیشرفته تر شامل IEEE 802.16e پشتیبانی از آنتن‌های چندگانه را با استفاده از MIMO مقدور می‌سازند که این امر منافع بالقوه‌ای در جهت پوشش، نصب شخصی، مصرف الکتریسیته، استفاده مجدد از فرکانس و کارایی پهنای باند را دربردارد.

### لایه کنترل دسترسی به رسانه (پیوند داده)
زیرلایه نظارت بر دسترسی به رسانه انتقال (MAC) در وایمکس از یک الگوریتم زمانبندی استفاده می‌کند که در آن هر ایستگاه مشترک نیاز دارد که تنها یک بار برای ورود اولیه به شبکه به رقابت بپردازد. پس از اینکه اجازه ورود به شبکه داده شد یک چاک (slot) دسترسی به ایستگاه پایه برای ایستگاه مشترک تخصیص می‌یابد. چاک زمانی ممکن است بزرگتر یا کوچکتر شود اما همواره در اختیار ایستگاه مشترک باقی می‌ماند و سایر مشترکین نمی‌توانند از آن استفاده کنند.

## وضعیت کنونی وایمکس در جهان

پیاده‌سازی‌های وایمکس در سراسر دنیا

تا تاریخ ژوئن ۲۰۱۰، در مجموع ۵۹۳ شبکه وایمکس در ۱۴۹ کشور دنیا پیاده‌سازی شده‌اند که از این میان ۱۱۷ مورد در آفریقا، ۱۱۷ مورد در آمریکای لاتین و مرکزی، ۱۱۳ مورد در آسیا و اقیانوسیه، ۸۶ مورد در اروپای شرقی، ۷۸ مورد در اروپای غربی، ۵۳ مورد در آمریکا و کانادا و ۲۹ مورد در خاورمیانه صورت گرفته‌است. بنا به گزارش‌ها تا پایان سال ۲۰۰۹ میلادی، در سراسر دنیا ۶۲۱ میلیون نفر در محدودهٔ پوشش وایمکس قرار داشته‌اند.

## وایمکس در ایران
در ایران برندگان مزایده وایمکس شرکت‌های داتک تلکام، صنایع ارتباطی پایا و مبین نت در ۳۰ استان، ایرانسل (اپراتور تلفن همراه سراسری) در استان‌های تهران، آذربایجان شرقی، اصفهان، خراسان رضوی، فارس و خوزستان، اسپادان (اپراتور تلفن همراه اصفهان) در استان اصفهان و رایانه دانش گلستان در استان گلستان می‌باشند.
بنا به اعلام سایت ایرانسل، مناطق تحت پوشش وایمکس، استان‌های تهران، البرز، اصفهان، آذربایجان شرقی، خراسان رضوی، خوزستان و فارس می‌باشند.
بنا به گزارش خبرگزاری ایسانا تا پایان سال ۱۳۸۹، طی یک قرارداد ۵۰ میلیون دلاری کل تهران تحت پوشش وایمکس قرار خواهد گرفت که در این سرویس نیز همانند سرویس ADSL پهنای باند محدود خواهد بود.

### توقف فروش و ارائه خدمات
با توجه به راه اندازی اینترنت نسل چهارم در کشور اپراتورها ارائه این نوع اینترنت را متوقف کردند و به ارائه اینترنت LTE تمرکز نمودند.